# آناستازیا پتریک
آناستازیاایهوریونا پتریک(اوکراینی: Анастасі́я Іго́рівна "Настя" Пе́трик ; زاده ۴ مه ۲۰۰۲) یک خواننده اوکراینی است. وی با آهنگ " نبو " در مسابقه آواز یوروویژن نوجوانان ۲۰۱۲ برنده شد و نخستین شرکت کننده اوکراینی بود که برنده مسابقه شد.

## زندگی و کار

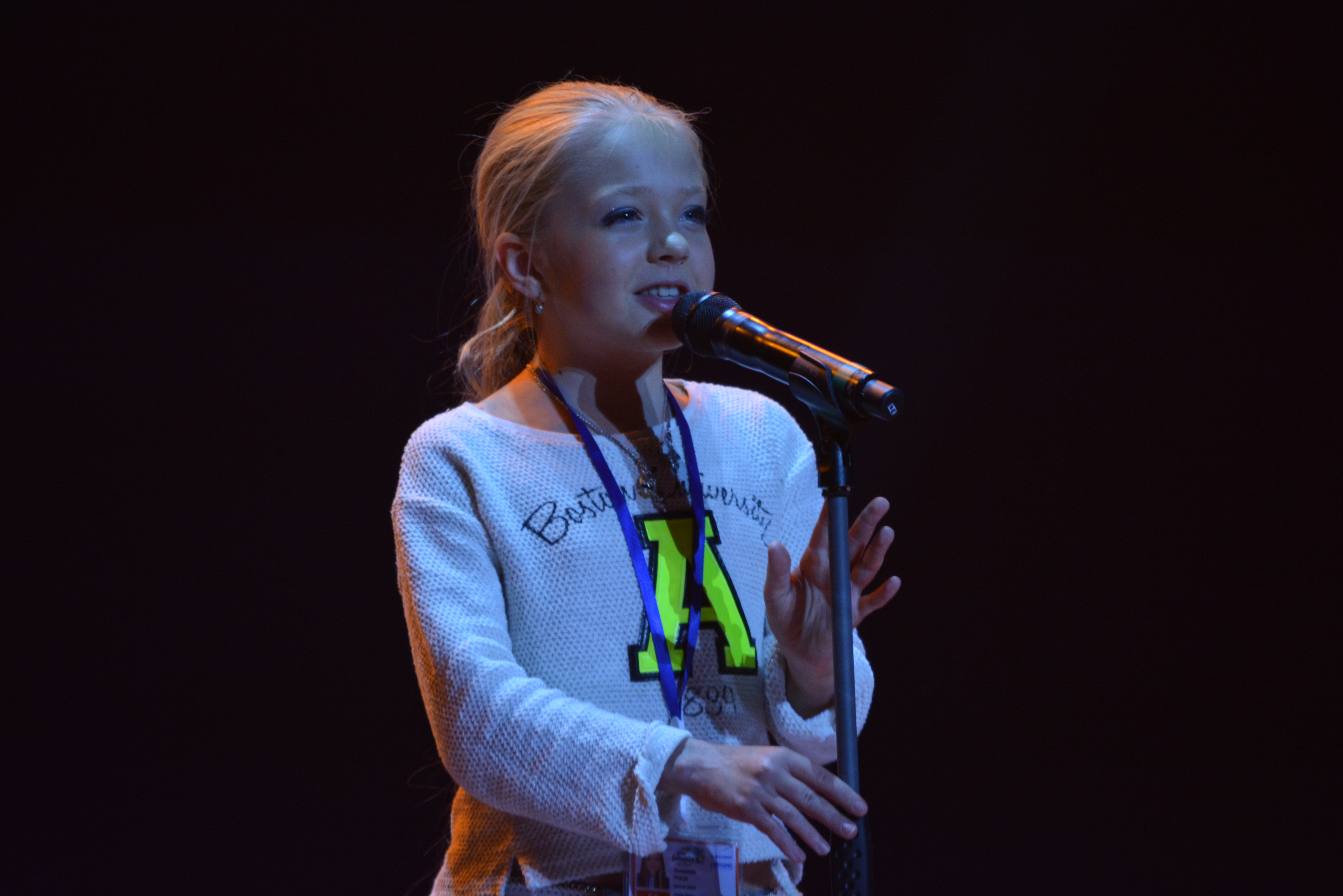
پتریک در سال ۲۰۱۳ در کیف

در تاریخ ۲۰۰۹، در سن ۷ سالگی، آناستازیا پتریک در فصل دوم سریال اوکراین استعداد دارم به همراه خواهر بزرگش ویکتوریا «ویکا» پتریک، که نماینده اوکراین در مسابقه آواز یوروویژن نوجوانان ۲۰۰۸ بود، تضویر شد و در مقام دوم ایستاد. با وجود اینکه آناستازیا فقط پشت صحنه از خواهرش حمایت می‌نمود، داوران از وی دعوت کردند تا به همراه خواهرش ویکتوریا موزیکی بخواند. بعد از خواندن موزیک" عاشق راک اندرولم " از آنان دعوت شد تا با هم در این برنامه شرکت نمایند و به نیمه نهایی رسیدند. در آن سال آناستازیا در «مولودا هالیچینا» جایزه اول و در «نقش آفرینی‌های دریای سیاه در سال ۲۰۰۹» جایزه دوم را کسب نمود.
در تاریخ ۲۰۱۰، در مسابقه بین‌المللی موسیقی عامه پسند "موج جدید جونیور ۲۰۱۰" که در آرتک اوکراین برگزار گردید، آناستازیا در گروه سنی کوچکتر (۸ تا ۱۲ سال) جایزه اول را تصاحب خود کرد. و خواهرش ویکتوریا در رده سنی بالاتر برنده شد.
در تاریخ ۲۰۱۲، آناستازیا پتریک با آهنگ " نبو " برنده مسابقه آواز یوروویژن جوان ۲۰۱۲ شد. وی با ۱۳۸ امتیاز (۳۵ امتیاز بیشتر از مقام دوم) و بیشترین درصد امتیازات ۱۲ امتیازی، امتیازهای جدیدی را از هر دو بزرگترین حاشیه برنده شدن در یورو ویژن خردسال بر جای گذاشت و هشت کشور از دوازده کشور رای‌دهنده دوازده امتیاز دریافت نمودند. به استثنای خود اوکراین).

## دیسکو گرافی

### مجردها
| سال  | عنوان                                  | ترجمه انگلیسی | آلبوم                |
| ---- | -------------------------------------- | ------------- | -------------------- |
| ۲۰۱۰ | " اوه عزیزم "                          | -             | نستیا پتریک          |
| ۲۰۱۰ | " من عاشق راک اند رول هستم"            | -             | نستیا پتریک          |
| ۲۰۱۱ | " وقتی باور می‌کنی " (. ویکتوریا پتریک) | -             | نستیا پتریک          |
| ۲۰۱۲ | " نبو " (نبو)                          | آسمان         | نستیا پتریک          |
| ۲۰۱۳ | "پرموها" (Перемога)                    | پیروزی        | تک‌آهنگ‌های بدون آلبوم |
| ۲۰۱۳ | "شماره یک (برنده)"                     | -             | تک‌آهنگ‌های بدون آلبوم |